# Home Depot Center USTA Challenger 2009
L'Home Depot Center USTA Challenger 2009 è stato un torneo professionistico di tennis maschile giocato sul cemento, che faceva parte dell'ATP Challenger Tour 2009. Si è giocato a Carson negli USA dal 26 gennaio al 2 febbraio 2009.

## Partecipanti

### Teste di serie
| Nazionalità   | Giocatore        | Ranking* | Testa di serie |
| ------------- | ---------------- | -------- | -------------- |
| Stati Uniti   | Vince Spadea     | 82       | 1              |
| Stati Uniti   | Kevin Kim        | 112      | 2              |
| Corea del Sud | Lee Hyung-taik   | 113      | 3              |
| Stati Uniti   | Wayne Odesnik    | 115      | 4              |
| Stati Uniti   | Jesse Levine     | 130      | 5              |
| Canada        | Frank Dancevic   | 131      | 6              |
| Stati Uniti   | Donald Young     | 133      | 7              |
| India         | Somdev Devvarman | 155      | 8              |

- Ranking al 19 gennaio 2009.

### Altri partecipanti
Giocatori che hanno ricevuto una wild card:
- Lester Cook
- Alex Kuznetsov
- Michael McClune
- Tim Smyczek

Giocatori passati dalle qualificazioni:
- Cecil Mamiit
- Travis Rettenmaier
- Artem Sitak
- Kaes Van't Hof

## Campioni

### Singolare
Wayne Odesnik ha battuto in finale   Scoville Jenkins con il punteggio di 6–4, 6–4

### Doppio
Scott Lipsky /  David Martin hanno battuto in finale  Lester Cook /  Donald Young con il punteggio di 7–6(3), 4–6, [10–6]